# Chaps (vêtement)
Pour les articles homonymes, voir Chaps.

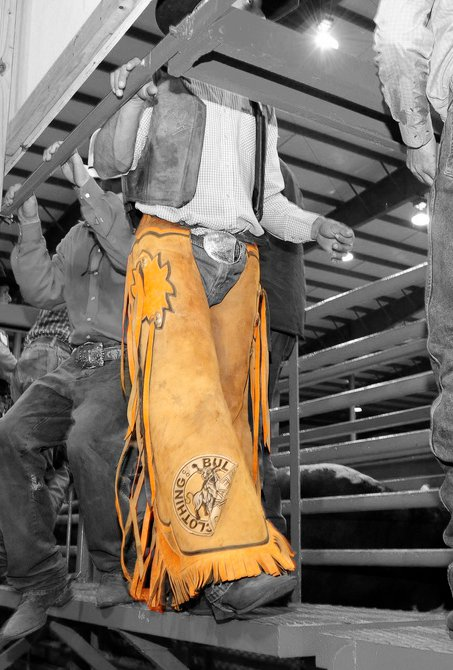
Chaps.

Les chaps sont un vêtement pour protéger les jambes comportant une ceinture et des jambières, elles couvrent de la hanche à la cheville. C'est un vêtement très utilisé en équitation. Il est également très utilisé par les cow-boys lors des travaux impliquant les troupeaux et afin d'éviter aux cavaliers d'être brulés par le frottement du lasso au moment de capturer le bétail. 
Il existe aussi les mini-chaps utilisées en équitation qui couvrent du genou à la cheville,.

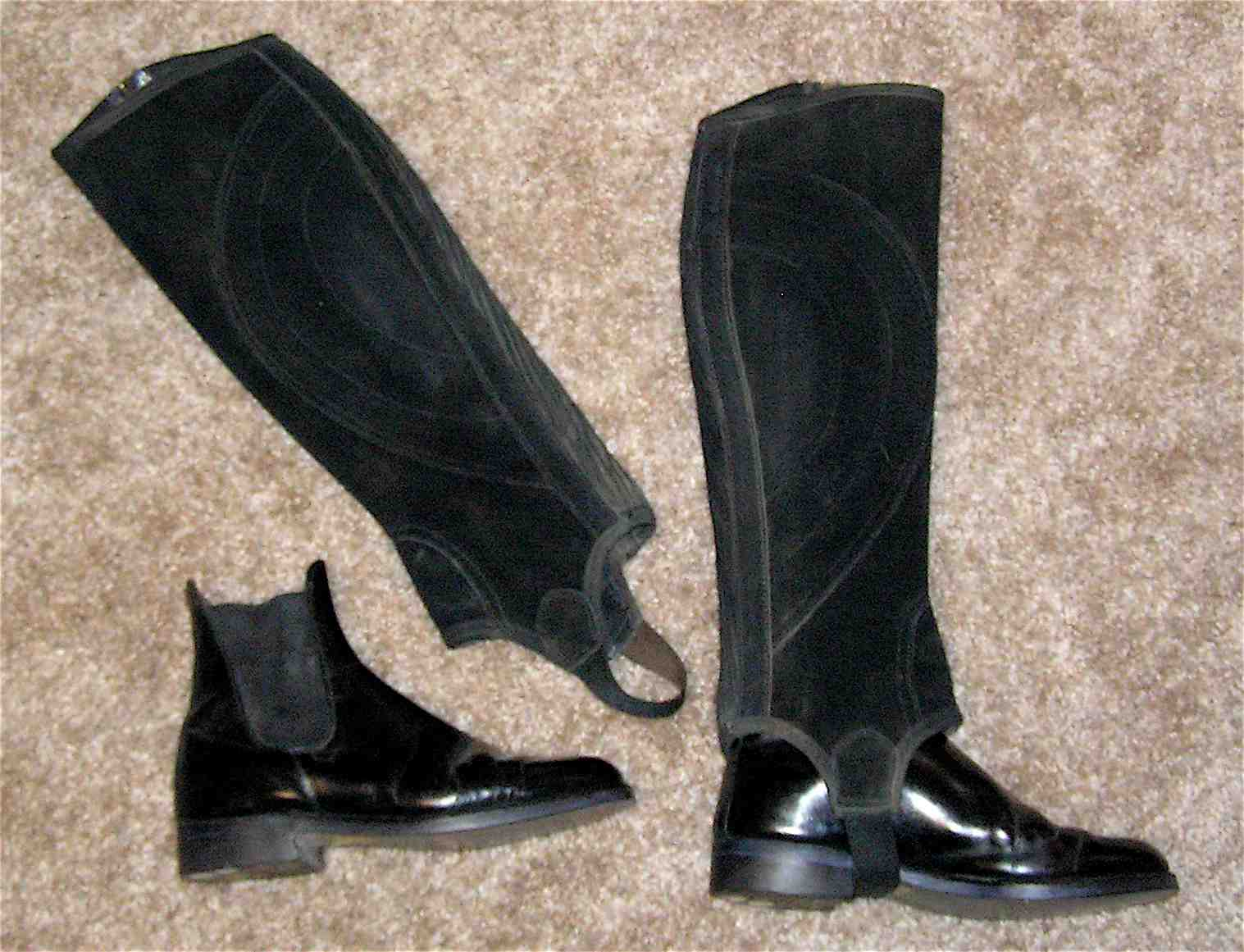
Mini-chaps.